# TeleXitos
TeleXitos es un canal de televisión en español en Estados Unidos que es propiedad de Telemundo Station Group, una subsidiaria de NBCUniversal (Comcast). Dirigida a la población hispana, el canal transmite una mezcla de series dramáticas y películas desde la década de 1970 hasta la década de 2000, dobladas al español.

## Historia
El canal fue fundado el 28 de enero de 2012 como Éxitos TV, centrándose principalmente en las repeticiones de telenovelas de los años 1990 y 2000 que se emitieron previamente en la cadena Telemundo.
El 1° de diciembre de 2014, el canal adoptó su nombre actual. El nuevo formato del canal cambiaría para centrarse en las repeticiones de series televisivas de drama y acción dobladas en español desde la década de 1980 hasta principios de la década de 2000, convirtiendo a TeleXitos en la primera televisora en español en los Estados Unidos en centrarse en los programas de televisión clásicos. Telemundo Station Group optó por cambiar el formato del canal en respuesta a una investigación que mostró la disponibilidad limitada de programas de acción y aventura en español.

## Programación
La programación de TeleXitos se centra principalmente en series de acción y aventura y películas de la década de 1970 a la década de 2000, dirigida principalmente a hombres de entre 25 y 54 años. Gran parte de las adquisiciones de la serie del canal provienen principalmente de la biblioteca de programación de la hermana corporativa NBCUniversal Television Distribution (que incluye programas de Universal Television, Revue Studios, NBC Studios y MCA Television), aunque presenta programas selectos de otros distribuidores. El canal fue diseñado para complementar el contenido de programación existente en la cadena Telemundo , y las estaciones afiliadas a esa red tienen la opción de programar diariamente bloques de noticias locales, deportes y programación de eventos especiales en lugar de programas que se emiten en la transmisión nacional de TeleXitos. Todo el contenido del canal se presenta en español, que consiste en versiones dobladas originalmente destinadas a la distribución para televisión abierta en países latinoamericanos.
TeleXitos también transmite películas de lunes a viernes de 9:00 a 11:00 a. m. y de 5:00 a 7:00 p. m.; y sábados y domingos de 1:00 p. m. a 2:00 a. m. y de 3:00 a 5:00 a. m. hora del Este (a veces comenzando antes o terminando más tarde dependiendo de la duración de las películas), con la lista de películas enfocada en acción, aventura y Western desde la década de 1970 hasta la década de 2000. Las películas que aparecen en el canal consisten principalmente en los lanzamientos de Universal Pictures distribuidos a través de NBCUniversal Television Distribution, y las películas de Columbia Pictures y TriStar Pictures distribuidas a través de Sony Pictures Television.

## Afiliados
A partir de septiembre de 2015, TeleXitos tiene acuerdos de afiliación actuales o pendientes con estaciones de televisión en 17 mercados de medios que abarcan 10 estados (incluidas estaciones en ocho de los diez mercados más grandes de Nielsen), que cubren el 27% de los Estados Unidos.
NBCUniversal actualmente transmite TeleXitos en la mayoría de los mercados atendidos por una estación propiedad del grupo de estaciones de televisión propiedad de NBCUniversal, ya sea en subcanales de sus estaciones de propiedad y operación de Telemundo. El canal también está disponible en los subcanales digitales de otras estaciones de televisión, principalmente los afiliados a Telemundo.

### Lista de afiliados
| Estado        | Ciudad                                       | Estación                    | Canal Virtual (RF)     | Propietario             |
| ------------- | -------------------------------------------- | --------------------------- | ---------------------- | ----------------------- |
| Arizona       | Phoenix                                      | KTAZ                        | 39.2 (39.2)            | NBCUniversal            |
| Arizona       | Tucson                                       | KHRR                        | 40.2 (40.2)            | NBCUniversal            |
| California    | Corona–Los Ángeles                           | KVEA                        | 52.2 (39.2)            | NBCUniversal            |
| California    | Merced (Fresno)                              | KNSO                        | 51.2 (11.2)            | NBCUniversal            |
| California    | Sacramento-Stockton                          | KCSO-LD / KMUM-CD / KMMW-LD | 33.3 (3.3, 31.3, 28.3) | Serestar Communications |
| California    | San Diego–Tijuana (Baja California, México)  | KNSD                        | 48.2 (40.21)           | NBCUniversal            |
| California    | El Centro–Mexicali (Baja California, México) | KESE                        | 9.5 (33.1)             | NBCUniversal            |
| California    | San Francisco–Oakland–San Jose               | KSTS                        | 48.2 (49.2)            | NBCUniversal            |
| Colorado      | Longmont (Denver)                            | KDEN-TV                     | 25.2 (29.2)            | NBCUniversal            |
| Connecticut   | New Britain (Hartford)                       | WRDM-CD                     | 19.2 (35.4)            | NBCUniversal            |
| Florida       | Miami–Fort Lauderdale                        | WSCV                        | 51.2 (30.2)            | NBCUniversal            |
| Florida       | Tampa                                        | WRMD-CD                     | 49.2 (49.2)            | NBCUniversal            |
| Georgia       | Norcross (Atlanta)                           | WKTB-CD                     | 47.3 (47.3)            | Korean American TV      |
| Illinois      | Chicago                                      | WSNS-TV                     | 44.2 (45.2)            | NBCUniversal            |
| Illinois      | Chicago                                      | WMAQ-TV                     | 44.4 (29.4)            | NBCUniversal            |
| Indiana       | Indianápolis                                 | WDNI-CD                     | 19.2 (16.2)            | Urban One               |
| New Hampshire | Merrimack (Boston, Massachusetts)            | WNEU                        | 60.2 (34.2)            | NBCUniversal            |
| Nevada        | Paradise (Las Vegas)                         | KBLR                        | 39.2 (40.2)            | NBCUniversal            |
| Nueva Jersey  | Atlantic City (Filadelfia, Pennsylvania)     | WWSI                        | 62.2 (49.2)            | NBCUniversal            |
| Nueva Jersey  | Linden (Nueva York, New York)                | WNJU                        | 47.2 (36.1)            | NBCUniversal            |
| Texas         | Dallas–Fort Worth                            | KXTX-TV                     | 39.2 (40.2)            | NBCUniversal            |
| Texas         | El Paso                                      | KTDO                        | 48.4 (47.4)            | NBCUniversal            |
| Texas         | Rio Grande City (Harlingen)                  | KTLM                        | 40.2 (40.2)            | NBCUniversal            |
| Texas         | Houston–Galveston                            | KTMD                        | 47.2 (48.2)            | NBCUniversal            |
| Texas         | San Antonio                                  | KVDA                        | 60.2 (38.2)            | NBCUniversal            |
| Utah          | Ogden (Salt Lake City)                       | KULX-CD                     | 10.2 (14.2)            | Serestar Communications |
| Utah          | Salt Lake City                               | KEJT-CD                     | 50.2 (50.2)            | NBCUniversal            |
| Utah          | Salt Lake City                               | KTMW                        | 20.2 (20.2)            | Serestar Communications |